# Hits fürs Hospiz
Der Verein Hits fürs Hospiz e.V. ist eine gemeinnützige Initiative der Hospizbewegung und Sterbebegleitung in Deutschland. Der Verein hat seinen Sitz in Overath im Rheinisch-Bergischen Kreis.
Die ersten Aktivitäten dieser gemeinnützigen Bewegung gehen auf das Jahr 2005 zurück. Die formale Gründung und die Eintragung in das Vereinsregister ist am 15. September 2012 erfolgt.

## Allgemeines
Der Verein hat sich zur Aufgabe gemacht, Einrichtungen zur körperlichen und schmerztherapeutischen Pflege von Menschen in der letzten Lebensphase zu fördern. Zudem unterstützt er Organisationen in ganz Deutschland, die sich der psychosozialen Betreuung von schwerkranken Menschen widmen. Einer der Schwerpunkte ist dabei die ambulante Betreuung von Kindern und Jugendlichen mit unheilbaren und lebensverkürzenden Erkrankungen und deren Familien. Die Schirmherrschaft über den Verein haben Hedwig Neven DuMont und Wolfgang Bosbach inne, Ulrike Nasse-Meyfarth ist Botschafterin des Vereins. Seit 2016 ist Hits fürs Hospiz durch den Bundesfreiwilligendienst anerkannt. Im gleichen Jahr wurde Vereinsgründer Paul Falk in den Vorstand der Bundesstiftung Kinderhospiz berufen (bis 2022).

## Geschichte
Die Idee zur Gründung der Initiative Hits fürs Hospiz entstand aus der persönlichen Erfahrung von Paul Falk mit Leid und Tod, als seine Schwester unheilbar erkrankte. Damals gab es keinen Hospiz-Platz für sie, wo ihr Leiden in den letzten Lebensmonaten hätte gelindert werden können. Das veranlasste ihn im Laufe des Jahres 2005 zur Kontaktaufnahme mit der Leitung des Hospizes am Vinzenz Pallotti Hospital in Bensberg. Darauf aufbauend organisierte Paulk Falk zusammen mit Helmut Bornhöft im Juni 2007 ein Benefizkonzert mit den Bläck Fööss und weiteren Künstlern auf dem Schulhof der Grundschule Bensberg. Im November 2007 konnten insgesamt 150.000 Euro als erste Spende an den Förderverein Hospiz für eine Erweiterung des Hospiz am Bensberger Vinzenz-Pallotti-Hospital übergeben werden.
Durch Gesamtzuwendungen in Höhe von 420.000 Euro hat Hits fürs Hospiz die Erweiterung des Hospizes in zwei Bauabschnitten (zwischen 2010 und 2014) von drei auf zehn Pflegeplätze und sieben zusätzliche Palliativ-Pflegeplätze sowie die Erweiterung durch einen Wintergarten entscheidend unterstützt.

## Rechtsform
Der Verein wurde 2005 als gemeinnützige Initiative gegründet. Seit 2012 ist er mit der Bezeichnung Hits fürs Hospiz e.V. in das Vereinsregister des Amtsgerichts Köln eingetragen.

## Finanzierung
Der Verein ist ehrenamtlich tätig und finanziert seine Aufwendungen ausschließlich aus Spenden und Zuwendungen von Privatpersonen, Unternehmen und Stiftungen. Eine weitere Quelle sind Benefizveranstaltungen mit beliebten Künstlern, die honorarfrei auftreten. Aus dieser Idee heraus entstand auch der Vereinsname.

### Durchgeführte Benefizkonzerte
- 2007 Schulhof der Grundschule Bensberg mit den Bläck Fööss[5]
- 2012 Konrad-Adenauer-Platz Bergisch Gladbach mit der Big Band der Bundeswehr[8]
- 2013 Schulhof der Grundschule Bensberg mit Cat Ballou, HanderCover, Flashlight, ChoryFeen[9]
- 2013 Klassikkonzert im Bürgerhaus Bergischer Löwe Bergisch Gladbach mit dem Kammerchor Vocalis
- 2015 Konrad-Adenauer-Platz Bergisch Gladbach mit den Bläck Fööss[10] und der Big Band der Bundeswehr[11]
- 2017 Gelände der Bundesanstalt für Straßenwesen in Bensberg mit den Paveiern, der Big Band der Bundeswehr und Pe Werner[12]

### Einzelspenden
- Wolfgang Bosbach gewann in der Sendung Wer wird Millionär? am 22. Mai 2017 125.000 €.[13][14] Davon spendete er Anfang Dezember 2017 einen Teilbetrag von 100.000 € an Hits fürs Hospiz.[15][16]

## Projekte in Deutschland
Hits fürs Hospiz fördert ambulante Hospizdienste und stationäre Hospizeinrichtungen für Erwachsene, Einrichtungen zur Betreuung von lebensverkürzt erkrankten Kindern und Jugendlichen, ambulante Betreuungsangebote für schwerkranke Kinder und Jugendliche zu Hause, psychosoziale Betreuung, finanzielle Unterstützung und Beratung der Betroffenen und deren Angehörigen, Begleitung im Trauerprozess und Verwirklichung der Hospizidee durch wirksame Presse- und Öffentlichkeitsarbeit.
Zwischen 2005 und 2025 wurden Fördermaßnahmen für die Hospizarbeit und die Familienhilfe in einem Umfang von rd. 1.800.000 Euro durch Hits fürs Hospiz finanziert.

### Eigene Projekte
- 2015 Start des Projektes Herzenswünsche erfüllen, Overath.[17] Schwerpunkt dieses Projektes ist die psychosoziale Betreuung von Kindern und Jugendlichen mit unheilbaren und lebensverkürzenden Erkrankungen in der Region Bergisches Land.

- 2018 Start des Projektes Bergisches Wünschemobil, Overath.[18] Dieses Projekt ermöglicht Menschen, die an einer lebensverkürzenden oder lebensbedrohlichen Erkrankung leiden, die Erfüllung eines ganz persönlichen Reisewunsches. Das Angebot richtet sich an alte und junge Menschen, Erwachsene und Kinder. Ihre Gemeinsamkeit ist eine auf Grund ihres Gesundheitszustandes nur sehr niedrige Lebenserwartung.

### Bisher geförderten Einrichtungen

#### Hospizdienste und -einrichtungen für Erwachsene
- Ambulanter Hospizdienst für Menschen mit Demenz - Hospizdienst Kleinod Köln[19]
- Ambulantes Hospiz Die Brücke Bergisch Gladbach[20]
- Die Weggefährten - Hospizgruppe Hückeswagen Weggefährten Hückeswagen Hückeswagen[21]
- Hospiz am Evangelischen Krankenhaus - Hospiz am EVK Bergisch Gladbach[22]
- Hospizarbeit im Seniorenheim St. Josephshaus Refrath[23]
- Johanniter Hospiz Oberberg Wiehl[24]
- Ökumenische Initiative zur Begleitung Schwerkranker, Sterbender und Trauernder, Sankt Augustin[25]
- Ökumenisches Hospiz Hausbetreuungsdienst OEHHD Burscheid Burscheid[26]
- Ökumenischer Hospizdienst Rösrath - Hospizdienst Rösrath Rösrath[27]
- Palliativ- und Hospizzentrum am Vinzenz-Pallotti-Hospital Bensberg[28]

#### Hospizdienste und -einrichtungen für Kinder- und Jugendliche
- Ambulanter Kinderhospizdienst Aggertal Engelskirchen[29]
- Ambulanter Kinder- und Jugendhospizdienst Köln-Ost Köln[30]
- Ambulanter Kinderhospizdienst Caritas Wuppertal[31]
- Ambulanten Kinder- und Jugendhospizdienst Rhein-Sieg Siegburg[32]
- Kinderhospiz Balthasar Olpe[33]
- Kinderhospiz Bärenherz Wiesbaden[34]
- Kinderhospiz Burgholz Wuppertal[35]
- Kinderhospiz Löwenherz Syke[36]
- Kinder- und Jugendhospiz Mitteldeutschland Tambach-Dietharz[37]
- Kinderhospiz Regenbogenland Düsseldorf[38]
- Kinderhospiz Sternenbrücke Hamburg[39]

#### Sonstige geförderte Einrichtungen
- Institut Dellanima - „Leben mit dem Tod – Trauernde Familien begleiten“  Bergisch Gladbach[40]
- DOMINO – Zentrum für trauernde Kinder  Bergisch Gladbach[41]
- Overather Tafel Overath[42]
- Tafel Rösrath Rösrath[43]

#### Sonstige Initiativen
- 2017 wurde auf Anregung durch Paul Falk ist der Arbeitskreises Hospiz- und Palliativversorgung im Rheinisch-Bergischen Kreis, einem Gremium der Kommunalen Gesundheitskonferenz im Rheinisch Bergischer Kreis, gegründet[44]
- 2022 Organisation eines Teilabschnittes durch das Bergische Land beim Kinder Lebenslauf 2022, einer bundesweiten Aktion des Bundesverband Kinderhospiz,[45]

## Auszeichnungen
- Preis für Engagement der Initiative Helfer Herzen 2014[46]
- Landespreis für NRW der Town & Country-Stiftung 2015[47]

Außerdem wurde Hits fürs Hospiz 2016 für den Deutschen Engagement-Preis – dem Dachpreis für freiwilliges Engagement – nominiert.
Der Initiator zur Gründung von Hits fürs Hospiz, Paul Falk, wurde 2013 durch den Landrat des Rheinisch-Bergischen Kreises mit der Verdienstmedaille des Verdienstordens der Bundesrepublik Deutschland ausgezeichnet.

## Transparenz
Der Verein hat sich zur Offenlegung von Daten und Ergebnissen verpflichtet und ist Unterzeichner der Initiative Transparente Zivilgesellschaft. Es muss z. B. über Mittelherkunft und -verwendung informiert werden. So wird Spendern, Vereinsmitgliedern, Begünstigten, Journalisten und Zuwendungsgebern die Möglichkeit aufgetan, sich auf einfache Weise zu informieren und ggf. Fragen zu stellen.